# Orbán Annamária
Orbán Annamária (Székelyudvarhely, 1982. április 14. –) magyar válogatott kézilabdázó.

## Sikerei
- Nemzeti Bajnokság I:

Ezüstérmes: 2010, 2011
Bronzérmes: 2009
- Magyar Kupa:

Ezüstérmes: 2009, 2011
- EHF Cup:

Elődöntős: 2006

## Pályán kívül
2016. április 19-én doppingvétség miatt az MKSZ négy évre eltiltotta. Két nap múlva a Siófok KC szerződést bontott vele. Párja a szerb válogatott labdarúgó Igor Bogdanović, a DVSC egykori játékosa. Közös gyermekük is született.